# Artur Gąsiewski
Artur Gąsiewski (* 1. November 1973 in Łomża) ist ein ehemaliger polnischer Sprinter, der sich auf den 400-Meter-Lauf spezialisiert hat. Seinen größten Erfolg feierte er mit dem Halleneuropameistertitel über 4-mal 400 Meter 2002 in Wien.

## Sportliche Laufbahn
Erste internationale Erfahrungen sammelte Artur Gąsiewski vermutlich im Jahr 1991, als er bei den Junioreneuropameisterschaften in Thessaloniki mit der polnischen 4-mal-400-Meter-Staffel in 3:08,18 min die Silbermedaille gewann. Im Jahr darauf belegte er bei den Juniorenweltmeisterschaften in Seoul in 3:07,01 min den vierten Platz. 2002 schied er bei den Halleneuropameisterschaften in Wien mit 47,62 s in der Vorrunde über 400 Meter aus und siegte mit der Staffel in 3:05,50 min gemeinsam mit Marek Plawgo, Piotr Rysiukiewicz und Robert Maćkowiak. Im August verhalf er der Staffel bei den Europameisterschaften in München zum Finaleinzug, wie auch bei den Hallenweltmeisterschaften im Jahr darauf in Birmingham, wodurch er zum Gewinn der Bronzemedaille durch die polnische Mannschaft beitrug. 2004 schied er bei den Hallenweltmeisterschaften in Budapest mit der Staffel mit 3:10,33 min im Vorlauf aus und 2006 beendete er seine aktive sportliche Karriere im Alter von 32 Jahren.
2000 wurde Gąsiewski polnischer Meister in der 4-mal-100-Meter-Staffel sowie 1994 und 1995 und von 2000 bis 2002 in der 4-mal-400-Meter-Staffel.

## Persönliche Bestzeiten
- 400 Meter: 46,17 s, 18. August 2002 in Posen
  - 400 Meter (Halle): 47,34 s, 17. Februar 2002 in Spała